# Венеційська церковна провінція
Венеційська церко́вна прові́нція (лат. Provincia ecclesiastica Venetiarum) — провінція Католицької церкви в Італії, з центром у місті Венеція. Заснована 8 жовтня 1451 року. Охоплює терени Венето і Венеції. До складу провінції входить Сан-Хуанська архідіоцезія та її суфраганні діоцезії — Адріє-Ровігська, Беллуно-Фельтрівська, Веронська, Вітторіо-Венетська, Віченцівська, Кіоджівська, Конкордіє-Порденонська, Падуанська і Тревізька. 

## Склад
- Адріє-Ровігська діоцезія
- Беллуно-Фельтрівська діоцезія
- Венеційський патріархат
- Веронська діоцезія
- Вітторіо-Венетська діоцезія
- Віченцівська діоцезія
- Кіоджівська діоцезія
- Конкордіє-Порденонська діоцезія
- Падуанська діоцезія
- Тревізька діоцезія